# Fender Lead
A Fender Lead egy elektromos gitár modellsorozat, melyet a Fender 1979, és 1982 között Greg Wilson és John Page irányítása alatt készített, akik Fender Custom Shopnál tevékenykedtek. A modellsorozat a hasonló felépítésű Lead I, II, valamint Lead III modellváltozatokból állt.

## Története
A Lead sorozat leginkább a Telecaster és Stratocaster modellek különböző részeiből építkezett. A testforma leginkább a Stratocasterére emlékeztet, de annál kisebb szimmetrikusabb alakú. A húrláb megegyezik a Telecasterével: fix, a húrokat a testen keresztül kell befűzni. A Lead sorozat az első, mely visszatért a Leo Fender által bevezetett kisebb fejet használó felépítéshez. Az ekkortájt gyártott Stratocasterek mind nagyobb fejjel készültek.
A Lead sorozat tagjai a kaliforniai Fullertonban készültek, árazásuk a Stratocaster modelleknél olcsóbb volt. 1982-ben a Fender Japan által készített Squier JV modellek felváltották a Lead sorozatot.
Több különböző híres gitáros is játszott Fender Lead modelleken, például Eric Clapton, Elliot Easton, Roger Miller, vagy Steve Morse.